# 巴吉：爱的反叛者
Baaghi：爱的反叛者是一部 1990 年印度印地语浪漫动作 剧情片，由萨尔曼·汗、 纳格玛、 基兰·库马尔和 沙克迪·卡普尔主演，于 1990 年 12 月 21 日上映。DVD 封面上有一条警告，指出该电影“仅适合 15 岁及以上的人观看”，大概是因为情节围绕卖淫展开。DVD 盒上没有出现字幕“爱的反叛者”，电影开头的印地语标题或许可证中也没有出现字幕“爱的反叛者”。
影片以一段献词开场，上面写着：“在这个国际女童日，我们将影片献给那些被欲望和贪婪所害、遭受社会排斥的女性，也赞美那些努力帮助她们的人。” 《巴吉：爱的反叛者》的故事是萨尔曼·汗的主创想法。

## 剧情
影片《叛逆者》的故事围绕着萨贾恩（Saajan）和卡贾尔（Kaajal）展开。萨贾恩是印度军队一名上校的儿子，而卡贾尔则是一个来自体面家庭的普通女孩。影片开场时，萨贾恩在公交车上无意间看到另一辆车上的卡贾尔，两人一见钟情。然而，他们并未正式相识，且萨贾恩即将开始大学生活，因此他认为再见卡贾尔的可能性不大。
在大学中，萨贾恩与新结识的朋友布达（Buddha）、坦波（Tempo）和雷菲尔（Refill）在某个晚上决定前往孟买贫民区的一家妓院。萨贾恩起初不情愿，但最终还是随朋友同行。然而，他拒绝选择妓女，直到听到一名新来的女孩被皮条客毒打，决定出面保护她。让他意外的是，这名女孩正是卡贾尔。在妓院中，卡贾尔被称为“帕罗”（Paro）。原来，她被人以工作为诱饵骗到孟买后遭皮条客绑架，强行送入了由贾古（Jaggu）经营的妓院。
卡贾尔坚决拒绝沦为妓女，因此遭到毒打。当萨贾恩以顾客身份独处于卡贾尔房间时（尽管他并未对她做任何事），卡贾尔向他讲述了自己的遭遇：自从父母去世后，她被迫寻找工作，最终被骗到孟买并被贾古的手下丹拉杰（Dhanraj）绑架。通过妓院管理者莉拉拜（Leelabai）的帮助，萨贾恩得以与卡贾尔相处，而卡贾尔也顽强抵抗沦为妓女的命运。两人逐渐相爱，萨贾恩试图帮助卡贾尔逃离妓院，在她放弃希望之前拯救她。
萨贾恩最终将卡贾尔介绍给他的父母，但不出所料，父母拒绝接受这段婚姻，认为无论卡贾尔是否自愿进入妓院，她的背景都不合适。而萨贾恩的父亲苏德上校（Col. Sood）对他拒绝从军的决定已心存不满，这件事更是让他忍无可忍。萨贾恩因此被赶出家门，他自称成为一名“叛逆者”（Rebel），这一词汇在影片中多次出现。与此同时，卡贾尔也因相信爱情而与贾古对抗，两人成为了“为爱叛逆的人”。
萨贾恩的大学好友们协助卡贾尔从妓院逃脱，并带她前往乌提（Ooty），靠近她祖父母的住所。正当两人准备在卡贾尔祖父母的支持下结婚时，警察赶到，将他们带回孟买，指控萨贾恩绑架“帕罗”。
萨贾恩的父亲在得知儿子与丹拉杰的手下搏斗并成功救出卡贾尔后，对儿子有了新的敬意，并决定帮助他们。最终，在萨贾恩的朋友协助下，苏德上校找到被假冒警察（实际上是丹拉杰的手下）带回妓院的萨贾恩和卡贾尔。贾古准备对他们进行惩罚，而莉拉拜站出来为卡贾尔求情。多方势力的介入引发了一场混战，一些人甚至改变了立场。

## 演员表
- 萨尔曼·汗 饰 萨贾恩·苏德（Saajan Sood）
- 纳格玛（英语） 饰 卡贾尔（Kaajal）/ 帕罗（Paro）
- 沙克提·卡普尔（英语） 饰 丹拉杰（Dhanraj）
- 基兰·库马尔（英语） 饰 D.N.苏德上校（Colonel D.N. Sood）
- 巴拉特·布尚（英语） 饰 卡贾尔的父亲
- 阿莎·沙玛 饰 卡贾尔的母亲
- 贾格迪什·拉吉（英语） 饰 警察局长
- 比娜·班纳吉（英语） 饰 万达娜·苏德夫人（Mrs. Vandana Sood）
- 贾韦德·汗·阿姆罗希（英语） 饰 苏德上校的仆人
- 阿夫塔尔·吉尔（英语） 饰 假警察
- 库尼卡（英语） 饰 丹拉杰的女友
- 莫尼什·贝尔（英语）饰 贾古（Jaggu）
- 阿莎·萨奇德夫（英语） 饰 莉拉拜（Leelabai）
- 因德拉·瓦尔丹·普罗希特 饰 小图（Chotu，妓院工人）
- 麦克·莫汉（英语） 饰 卡贾尔的工作面试官
- 萨利姆·汗（英语） 饰 萨利姆（Salim）
- 普拉迪普·辛格·拉瓦特（英语） 饰 “布达”（Buddha）
- 拉朱·施雷斯塔（英语） 饰 拉朱/雷菲尔（Raju / Refill）
- 迪内什·欣古（英语） 饰 大学校长
- 基肖尔·班努沙利（英语） 饰（未指明角色）
- 阿米塔·南吉亚（英语） 饰 贾古的妹妹
- 阿伦·巴克希（英语） 饰 马赫什（Mahesh）

- 金·亚什帕尔（英语） 客串出演

## 音乐
电影共有九首歌曲，由阿南德–米林德作曲，萨米尔·安贾安作词。原声音乐在发行时极为流行，即使在今天仍能在电台上听到。这部电影最受欢迎的歌曲是由阿努拉达·保德瓦尔和阿米特·库马尔演唱的《Kaisa Lagta Hai》。阿比吉特与阿南德–米林德此后共同录制了多首歌曲。
其中，歌曲《Tapori》和《Chandni Raat Hai》分别改编自伊莱亚拉贾的作品《Rajathi Raja》（电影《Agni Natchathiram》）和《Keladi Kanmani》（电影《Pudhu Pudhu Arthangal》）。
安南德–米林德凭借该电影的配乐获得了Filmfare奖最佳音乐奖提名，但最终输给了纳迪姆–施拉万的《浪漫》（Aashiqui）。此外，在Filmfare颁奖典礼上，歌手阿米特·库马尔因歌曲《Chandni Raat Hai》被错误提名，引发了一场小小的争议。
| # | 标题                          | 演唱者                                                             | 时长  |
| - | ----------------------------- | ------------------------------------------------------------------ | ----- |
| 1 | 《Ek Chanchal Shokh Haseena》 | 阿比吉特（Abhijeet）及合唱团                                       | 06:40 |
| 2 | 《Kaisa Lagta Hai》           | 阿米特·库马尔（Amit Kumar）和阿努拉达·保德瓦尔（Anuradha Paudwal） | 06:33 |
| 3 | 《Chandni Raat Hai》          | 阿比吉特和卡维塔·克里希那穆提（Kavita Krishnamurthy）              | 04:59 |
| 4 | 《Tapori》                    | 阿米特·库马尔和安南德·奇特拉古普特（Anand Chitragupt）             | 05:29 |
| 5 | 《Har Kasam Se Badi Hai》     | 阿比吉特和卡维塔·克里希那穆提                                      | 05:59 |
| 6 | 《Maang Teri Saja Doon Mein》 | 阿米特·库马尔                                                      | 01:29 |
| 7 | 《Saajan O Saajan》           | 普拉米拉·古普塔（Pramila Gupta）                                   | 04:52 |
| 8 | 《Kaisa Lagta Hai》（悲伤版） | 阿米特·库马尔和阿努拉达·保德瓦尔                                   | 01:54 |
| 9 | 《Ek Chanchal Shokh Haseena》 | 阿比吉特及合唱团                                                   | 03:28 |

## 票房
该影片取得了商业上的成功。塔兰·阿达什报道，该片是1990年票房收入排名第七的电影，尽管其上映时间为12月中旬的假期档。

## 获奖与提名
第36届印度电影观众奖：
提名 – 最佳音乐导演：阿南德–米林德
提名 – 最佳男歌手：阿米特·库马尔（Amit Kumar），歌曲《Kaisa Lagta Hai》
提名 – 最佳女歌手：卡维塔·克里希那穆提（Kavita Krishnamurthy），歌曲《Chandni Raat》